# 塌了盖陶窑址
塌了盖陶窑址，位于中国吉林省通榆县团结乡塌了盖屯，为一个省级文物保护单位，类型为古遗址，公布时间为1999年2月26日。该文物保护单位由通榆县文管所管理。
塌了盖陶窑址的历史年代为明代。